# My 21st Century Blues
Albums de RAYE
My 21st Century Symphony (Live at the Royal Albert Hall)
(2023)
My 21st Century Blues est le premier album studio de la chanteuse et compositrice anglaise Raye. Il a été publié de manière indépendante chez Human Re Sources le 3 février 2023. Cet album représente le premier projet de Raye depuis son départ de Polydor Records en 2021. Principalement coécrit et produit par elle-même, elle a collaboré avec des artistes renommés tels que Mike Sabath, BloodPop, Punctual et Di Genius. L'album accueille également des invités spéciaux tels que 070 Shake et Mahalia. M21CB a été très bien reçu par les critiques, certains médias comme Variety le citant parmi les meilleurs albums de 2023. Les paroles explorent divers thèmes tels que les luttes personnelles de Raye contre la dépendance, le sexisme, l'insécurité, les troubles de l'image corporelle et les agressions sexuelles,.
Il est sacré meilleur album britannique aux Brit Awards 2024. En outre, lors de cette cérémonie, la chanteuse établit un record en remportant six récompenses lors d'une même soirée. 

## Pistes
| 1.    | Introduction.                     | 0:57 |
| 2.    | Oscar Winning Tears.              | 3:03 |
| 3.    | Hard Out Here.                    | 3:11 |
| 4.    | Black Mascara.                    | 3:59 |
| 5.    | Escapism. (feat. 070 Shake)       | 4:32 |
| 6.    | Mary Jane.                        | 3:52 |
| 7.    | The Thrill Is Gone.               | 3:19 |
| 8.    | Ice Cream Man.                    | 4:08 |
| 9.    | Flip A Switch.                    | 3:21 |
| 10.   | Body Dismorphia.                  | 2:33 |
| 11.   | Environmental Anxiety.            | 3:14 |
| 12.   | Five Stars Hotel. (feat. Mahalia) | 3:24 |
| 13.   | Worth It.                         | 4:06 |
| 14.   | Buss It Down.                     | 2:36 |
| 15.   | Fin.                              | 0:30 |
| 46:52 |                                   |      |

## Classements
| Chart (2023-2024)             | Meilleure position |
| ----------------------------- | ------------------ |
| Australie (ARIA)              | 97                 |
| Belgique (Flandre Ultratop)   | 38                 |
| Belgique (Wallonie Ultratop)  | 139                |
| Canada (Canadian Albums)      | 25                 |
| Pays-Bas (Mega Album Top 100) | 30                 |
| France (SNEP)                 | 97                 |
| Allemagne (Media Control AG)  | 34                 |
| Irlande (IRMA)                | 13                 |
| Nouvelle-Zélande (RIANZ)      | 34                 |
| Norvège (VG-lista)            | 16                 |
| Écosse (OCC)                  | 4                  |
| Espagne (Promusicae)          | 95                 |
| Suisse (Schweizer Hitparade)  | 17                 |
| Royaume-Uni (UK Albums Chart) | 2                  |
| États-Unis (Billboard 200)    | 58                 |